# Mord är lätt
Mord är lätt (eng. Murder is Easy) är en detektivroman av Agatha Christie. Romanen utkom på engelska 1939 (i USA med titeln Easy to Kill), men den svenska översättningen utkom inte förrän 1970.
Christies kommissarie Battle gör ett cameoframträdande i slutet, men spelar ingen avgörande roll i vare sig mysteriets lösning eller gripandet av brottslingen.
Romanen handlar om den pensionerade polisen Luke Fitzwilliams försök att ta reda på identiteten på en seriemördare, verksam i byn Wychwood under Ashe. Han får reda på att raden av dödsfall misstogs för olyckor av lokalbefolkningen, medan adelsmannen Lord Whitfield mystiskt tillskriver de flesta av dem gudomlig rättvisa.

## Historia
Under 1939 gav Christie ut tre böcker: en novellsamling, The Regatta Mystery, och två romaner som inte inbegrep hennes sedvanliga huvudperson Hercule Poirot, Och så var de bara en och Mord är lätt. Ramhandlingen är typisk för en Christie-deckare i den meningen att det handlar om en serie mord som begås i en till synes sömnig liten landsortsby, men boken skiljer sig från de flesta av föregångarna i det att den som undersökande huvudperson visserligen har en polisman men att denne intresserar sig för fallet utifrån ren nyfikenhet. De övriga karaktärerna är en färgrik samling och inkluderar en av Agatha Christies ovanliga homosexuella personer: Mr Ellsworthy som innehar en antikhandel och som även sysslar med häxkonst.

## Handling
När Luke Fitzwilliam återvänder till England efter sitt jobb inom polisen delar han en tågvagn med Lavinia Pinkerton på väg till London. Hon pratar med honom om anledningen till att hon reste till Scotland Yard: hon planerar att anmäla en seriemördare i sin by och berättar för honom vem som dödades och vem som kommer att dödas härnäst – Amy Gibbs, Tommy Pierce och Harry Carter har dödats; Dr John Humbleby kommer att bli nästa offer. Kvinnan påminner honom om en favoritmoster, så han svarar artigt och minns vad hon sa.
Luke läser om miss Pinkertons död dagen därpå, och sedan om doktor Humblebys död, som har dött av blodförgiftning. Luke låter inte detta vila utan reser till byn Wychwood under Ashe. Han utger sig för att vara en av dem som hittar material till en bok om tron på häxeri och vidskepelse medan han undersöker omständigheterna kring dödsfallen. Han bor hemma hos Gordon Ragg, mer känd som Lord Whitfield (Easterfield i den amerikanska utgåvan) och påstår sig vara en kusin till Bridget Conway, Whitfields fästmö, som är kusin till hans egen goda vän. Han och Conway får hjälp av Honoria Waynflete, en kvinna som de tror kan känna personen bakom dödsfallen. Han pratar med bybor för att få reda på historierna om de senaste morden, inklusive Mr Abbot, advokaten som avskedade Tommy Pierce från hans tjänst; pastor Mr Wake, lokal rektor; Mr Ellsworthy, en antikhandlare som verkar vara mentalt instabil; och Dr Thomas, Humblebys yngre partner. Folk i byn ser dödsfallen som olyckor. Amy Gibbs dog efter att ha förväxlat sin hostmedicin med hattfärg i mörkret, Tommy Pierce dog efter att ha fallit från ett fönster på övervåningen på biblioteket när han putsade fönstren, Harry Carter föll från en bro när han var berusad och drunknade i leran, och Humbleby dog av ett skärsår som blev infekterat. Luke får veta att fru Lydia Horton var ett annat offer för dessa olyckor – hon återhämtade sig från akut magkatarr och var på bättringsvägen innan hon fick ett plötsligt återfall och dog.
Luke tror att Ellsworthy är mördaren på grund av hans mentala instabilitet. Att se Ellsworthy återvända hem med blod på sina händer bidrar till denna bild. Senare samma dag blir Luke och Miss Waynflete vittnen till hur Whitfield grälar med sin chaufför Rivers, som hade tagit Whitfields Rolls-Royce för en åktur. Luke hittar Rivers död, träffad av en dekorativ sten. Luke och Bridget inser att de är kära i varandra och Bridget berättar för Gordon om sitt beslut att bryta sin förlovning med honom. I ett samtal med Luke gör Gordon ett märkligt uttalande. Han påstår att Gud dödar människor som gör honom illa och skipar gudomlig rättvisa över dem som gör fel. Whitfield nämner att Mrs Horton hade grälat med honom, Tommy Pierce gjorde hånfulla uttalanden av honom, Harry Carter skrek åt honom när han var berusad, Amy Gibbs var oförskämd mot honom, Humbleby var oense med honom om byns vattenförsörjning, och Rivers använde sin bil utan tillstånd och talade sedan respektlöst till honom; Och alla dog kort därefter. Whitfield förutspår att Luke och Bridget, efter att ha förorättat honom, snart också kommer att möta sina öden.
Luke ändrar sig om vem som är ansvarig för dödsfallen och anser att Whitfield är mördaren. Han rådfrågar Miss Waynflete, som bekräftar hans misstankar, och berättar för honom hur hon visste att han var galen: när de var yngre hade Waynflete och Whitfield förlovat sig för att gifta sig. Men en kväll dödade Whitfield fågeln som hon hade som husdjur, med skenet att han tyckte om att göra det, och hon säger att hon avslutade deras förlovning.
Luke och Bridget bestämmer sig för att Bridget ska lämna Whitfields egendom för att bo i Honoria Waynfletes hus. Luke samlar ihop deras bagage och förbereder sig för att ge sig av, medan Bridget och Honoria tar en promenad i skogen. Honoria visar sig vara mördaren. Under sin förlovning med Whitfield hade Honoria dödat sin egen tama fågel efter att den bitit henne, vilket fick Gordon att överge förlovningen. Hon svor att hämnas på Gordon och bestämde sig för att sätta dit honom för brott han inte begått. Hon uppmuntrade honom i tron att Gud utkrävde omedelbar vedergällning av dem som inte respekterade honom.
Honoria hade förgiftat teet åt Lydia Horton, samtidigt som hon uppmuntrade andra att tro att problemet låg i druvorna som Whitfield skickade. Honoria dödade Amy genom att byta flaskor på natten och låsa dörren från utsidan med hjälp av en tång. Hon dödade Carter genom att knuffa ner honom från bron samma dag som han hade ett gräl med Whitfield, och hon knuffade också ut Tommy Pierce genom fönstret medan han arbetade. Whitfield hade varit den som hade gett Tommy det här jobbet.
Honoria hade sett att Lavinia Pinkerton insåg att hon var mördaren och att Humbleby skulle bli hennes nästa offer. Honoria hade följt efter Lavinia in till London och sedan knuffat henne framför en förbipasserande bil. Honoria satte dit Whitfield genom att berätta för ett vittne att hon såg registreringsnumret på Whitfields Rolls-Royce. Efter att ha bjudit in Humbleby till sitt hus skar hon i hans hand med en sax. Hon lade sedan ett förband på såret, ett förband med var som sipprat från kattens öra. Humbleby dör några dagar senare av en blodinfektion. Efter att ha bevittnat hur Rivers blir avskedad slår Honoria honom i huvudet med en sandsäck.
Honoria dricker Bridgets te och tar med henne ut i skogen, där de två börjar prata. Bridget har inte druckit teet (fast det vet inte Honoria) och är redo för vad som komma skall. Honoria visar en kniv täckt av Whitfields fingeravtryck och informerar Bridget om att hon kommer att döda henne och lämna kniven på platsen. Honoria ordnar så att Whitfield kan ses gå ensam genom området där Bridgets kropp kommer att ligga. Istället bråkar Bridget med Honoria. Luke inser att Honoria är mördaren och räddar Bridget. Bridget och Luke lämnar byn för att leva tillsammans som ett gift par.

### Luke Fitzwilliam
Fitzwilliams ålder är svår att avgöra; han ska vara en pensionerad kolonialtjänsteman som tillbringat många år utomlands – men samtidigt kallas han ”en ung man”. I en tv-filmatisering av romanen från 1982 spelas Fitzwilliam av Bill Bixby och i en senare tv-film från 2009 spelas han av Benedict Cumberbatch – i denna senare version har dock berättelsens handling förändrats betydligt, och Luke blivit en bifigur. Han blir under berättelsens gång förälskad i Bridget Conway.

## Karaktärer
Huvudpersoner
- Luke Fitzwilliam – en före detta polis i Indien, som ombord på ett tåg till London möter en Lavinia Pinkerton, en dam av Miss Marple-typ som sätter igång handlingen även efter att hon dödats; Han är nybörjarutredaren som listar ut mördaren, men nästan för sent
- Bridget Conway – Jimmy Lorrimers kusin
- Lord Whitfield (Easterfield i den amerikanska utgåvan) – Gordon Ragg, en self-made miljonär och Bridgets fästman; han äger Ashe Manor
- Honoria Waynflete – en ungmö som en gång var trolovad med Gordon Ragg

Misstänkta
- Mr Ellsworthy – ägaren till antikaffären, som utför ockulta ritualer
- Dr Geoffrey Thomas – byns läkare (och partner till den avlidne Dr Humbleby)
- Major Horton – en änkling som äger bulldoggar
- Mr Abbot – en lokal advokat som anställde Tommy Pierce
- Mr Wake – den lokala rektorn

Bifigurer
- Mrs Anstruther – Bridgets moster
- Jimmy Lorrimer – Lukes vän, Bridgets kusin
- Mrs Church – Amy Gibbs moster
- Mrs Pierce – Tommys mamma, har en tobaks- och pappersaffär
- Mrs Jessie Humbleby – änka efter Dr Humbleby, Roses mor
- Rose Humbleby – dotter till Dr Humbleby
- Kommissarie Battle – kommissarie från Scotland Yard som hjälper till att avsluta fallet och arrestera den misstänkte
- Sir William Ossington – Billy Bones, Lukes vän på Scotland Yard

Offer
- Harry Carter – hyresvärden till ”Seven Stars” och ett fyllo
- Amy Gibbs – en tjänare
- Mrs Lydia Horton – major Hortons hustru
- Dr Humbleby – en lokal läkare
- Tommy Pierce – en jobbig yngling
- Miss Lavinia Pinkerton – ungmö (se ovan)
- Mr Rivers – chaufför åt lord Whitfield

## Litterär betydelse och mottagande
The Times Literary Supplement publicerade den 10 juni 1939 en recension av boken av Maurice Percy Ashley, tillsammans med And Death Came Too av Richard Hull som började ”En vecka då nya romaner av Mr Hull och Mrs Christie dyker upp borde vara en röd bokstavsvecka för kännare av detektivromaner. Man måste dock motvilligt erkänna att ingen av dem håller måttet fullt ut.”
Efter att ha betraktat And Death Came Too i sin ensamhet vände Ashley sin uppmärksamhet mot Mord är lätt och började: ”Mrs Christie har övergett M. Hercule Poirot i sin nya roman, men det måste erkännas att hans inhoppare, Luke Fitzwilliam, en pensionerad polis från Mayāng Imphāl, är i en märklig brist på de ’små grå cellerna’. Poirot må på senare tid, med stigande ålder, blivit en smula stel, men frånvaron gör att man saknar honom.” Efter att ha beskrivit grunderna i handlingen och huvudpersonens romantiska intressen, avslutade Ashley: ”Han (Luke) är en mindre effektiv detektiv än som älskare, vilket inte är förvånande eftersom varken han eller läsaren får några tydliga ledtrådar som pekar på den fantastiskt framgångsrika mördaren. Kärleksintresset kompenserar knappast för bristen på upptäckt och karaktärerna gränsar till karikatyr; Inte heller är Fitzwilliam i stånd att tillräckligt livfullt återge omständigheterna kring de tidigare morden.”
I The New York Times Book Review den 24 september 1939 skrev Kay Irvin att boken var ”en av Agatha Christies bästa mysterieromaner, en historia som är fascinerande i sin handling, smart och livlig i sina karaktärer och briljant i sin teknik”. Hon avslutade: ”Berättelsens intresse är orubbligt, och slutet ger både spänning och överraskning.”
William Blunt tog i The Observer den 4 juni 1939 upp en fråga om Christies förmåga att skriva icke-kriminalromaner, vilket visar att hennes pseudonym Mary Westmacott ännu inte var allmänt känd: ”Jag skulle hata att behöva säga under ed vilken jag tyckte var Agatha Christies bästa berättelse, men jag tror att jag kan säga att detta är en bra bit upp i de första sex. Humorn och mänskligheten i dess detaljer väcker en fråga som bara en person kan ge ett svar på. Agatha Christie har vant sig vid att brodera på en svart bakgrund. Kunde hon, eller kunde hon inte, lämna döden och upptäckten utanför och brodera lika mycket på grönt? Jag tror att hon är en av de få deckarförfattare som skulle kunna göra det. Om hon tillät sig själv att försöka, bara för skojs skull. Jag tror att det skulle vara väldigt roligt för andra människor också.”
E.R. Punshon skrev i The Guardians nummer den 11 juli 1939 att ”Läsarna kan sakna Poirots nästan övernaturliga list, men om Luke också förlitade sig på de berömda ’små grå cellerna’ skulle han bara vara ännu en Poirot i stället för att ha sina egna dumma, rättframma men ändå till slut effektiva metoder.” Mr Punshon sammanfattade genom att säga att historien, ”måste räknas som ännu ett bevis på Mrs Christies outtömliga uppfinningsrikedom.”
Mary Dell från Daily Mirror skrev den 8 juni 1939: ”Det kommer att få dig att gissa om den här senaste boken kommer från en av de bästa thrillerförfattarna någonsin.”
En icke namngiven recensent i Toronto Star för 2 december 1939 skrev: ”En anemisk tråd av romantik hotar att slitas av ibland, men mysteriet är tillfredsställande och fullt av spänning.”
Robert Barnard: ”Arketypisk Mayhem Parva-berättelse, med alla de bästa ingredienserna: En by i Cranford-stil med 'ungefär sex kvinnor på varje man'; läkare, advokater, pensionerade överstar och antikhandlare; misstankar om svart magi; Och, som en extra ingrediens som tillval, en minnesvärd hemsk pressherre. Och naturligtvis en generös ersättning av skarpa gamla ungmör. Kortare än de flesta på detektion, kanske för att detektionen in i det sista i princip är amatörmässig. En av klassikerna.”

## Bearbetningar

### Teaterpjäs
Anpassad för scenen av Clive Exton, regisserad av Wyn Jones, och framförd på Duke of York’s Theatre i London (23 februari–10 april 1993), med Charlotte Attenborough, Peter Capaldi, Nigel Davenport, Irene Sutcliffe och Ian Thompson i huvudrollerna.

### Tv
1982
Filmatiserad för tv av CBS i USA 1982 med Bill Bixby (Luke), Lesley-Anne Down (Bridget), Olivia de Havilland (Honoria) och Helen Hayes (Lavinia). I den här versionen är Luke inte en pensionerad polis utan en professor från MIT på semester.
2009
En filmatisering från 2009 med Miss Marple (spelad av Julia McKenzie), inkluderades i den fjärde säsongen av Agatha Christies Marple. Den avvek markant från romanen genom att ta bort några av karaktärerna i den, samtidigt som man lade till nya och ändrade de som fanns kvar. Nya sidointriger introducerades, och mördarens motiv ändrades:
- Miss Marple träffar Lavinia Pinkerton på tåget, inte Luke, och får veta av henne om sina misstankar om dödsfallen i byn och sina planer på att åka till Scotland Yard.
- Pinkerton dör i ett fall nerför en rulltrappa på en station i London (som Marple läser om i tidningarna) i stället för i en smitningsolycka, när hon är på väg till Scotland Yard.
- De två första offren – byns kyrkoherde och en äldre kvinna som tillverkade huskurer – dör på olika sätt, kyrkoherden dödas genom att mördaren manipulerar hans biodlarmask, vilket får honom att andas in dödliga ångor när han sprutar, och kvinnan som dör efter att ha ätit giftiga svampar som i smyg smugits ner i grytan som puttrar på hennes spis.
- Miss Marple träffar Luke Fitzwilliam (spelad av Benedict Cumberbatch) i byn. Han är inte pensionerad, utan en aktiv polisdetektiv och har att göra med en avliden släktings egendom. Båda känner igen varandras utredningsböjelser och arbetar tillsammans för att lösa morden.
- Gordon Whitfield och Giles Ellsworthy dyker inte upp. Som ett resultat av detta sades Honoria en gång ha varit förlovad med Hugh Horton istället för Lord Whitfield.
- Morden omges av två nya sidointriger, den ena med en politisk kampanj i byn, där en av kandidaterna kände till Honorias brors död och blev utpressad om det, medan den andra fokuserar på Bridget. Bridget är en amerikan som anländer till byn för att lära sig om de märkliga omständigheterna kring hennes födelse (hon hittades nära byn i en korg som drivits på floden). I romanen var Bridget redan väl etablerad i byn och var faktiskt förlovad med Lord Easterfield/Whitfield, medan Luke är den senaste ankomsten till byn och arrangerar för att komma och undersöka de mystiska dödsfallen under förevändning att vara Bridgets kusin.
- Amy Gibbs blir släkt med ett av offren (någon som i avsnittet är känd som Florrie Gibbs) och bor med Honoria.
- Honoria Waynflete (spelad av Shirley Henderson) visas som en lika störd men yngre kvinna med ett annat motiv än det som gavs henne i originalberättelsen. Hennes nya motiv för morden visar sig vara ett behov av att dölja sanningen bakom en händelse mellan henne själv och hennes utvecklingsstörda bror, som våldtog henne efter att ha fått sitt första glas whisky och lärt sig ”livets fakta”. Honoria erkänner att hon övergivit sin dotter åt ödet och satt henne i en korg på samma flod som hon några månader tidigare knuffat sin bror i till döds. När hennes sedan länge försvunna barn Bridget återvänder för att söka svar, finner sig Honoria tvungen att döda alla som vet sanningen om hennes handlingar.

2015
Romanen filmatiserades 2015 som ett avsnitt av den franska tv-serien Les Petits Meurtres d'Agatha Christie.
2023
År 2023 tillkännagavs att en ny BBC-version skulle göras. I rollerna sågs David Jonsson som Fitzwilliam, tillsammans med Morfydd Clark, Penelope Wilton, Sinead Matthews, Tom Riley, Douglas Henshall, Mathew Baynton och Mark Bonnar. Serien sändes i två avsnitt den 27 och 28 december 2023.

### Radio
En BBC Radio 4-version i tre delar sändes 2013. Den var dramatisead av Joy Wilkinson och regisserad av Mary Peate, med Patrick Baladi som Luke Fitzwilliam, Lydia Leonard som Bridget Conway, Michael Cochrane som Lord Whitfield, Marcia Warren som Honoria Waynflete, Marlene Sidaway som Miss Pinkerton och Patrick Brennan som Billy Bones/Rivers.